# Jane Eyre
Jane Eyre este romanul cel mai cunoscut al scriitoarei Charlotte Brontë.
A fost publicat în 1847, la Londra, de Smith, Elder & Co., cu titlul Jane Eyre. An Autobiography (Jane Eyre. O autobiografie), sub pseudonimul "Currer Bell". Prima ediție americană a fost publicată în anul următor de Harper & Brothers din New York.
Jane Eyre urmărește experiențele eroinei sale omonime, incluzând viața ei până la vârsta adultă și dragostea sa pentru domnul Rochester, cel care se ocupă de Thornfield Hall.

## Ecranizări
Cartea a fost folosită ca sursă pentru mai multe scenarii de film, cele mai recente fiind:
- 1970 Jane Eyre, regia Delbert Mann
- 1996 Jane Eyre, regia Franco Zeffirelli
- 2011 Jane Eyre, regia Cary Fukunaga

## Vezi și
- Permanență vizuală (Star Trek: Voyager)